# Serenata notturna
A Serenata notturna (D-dúr szerenád, K. 239) Wolfgang Amadeus Mozart szerenádja, amely 3 tételből áll:
1. Marcia. Maestoso
2. Menuetto
3. Rondeau. Allegretto

A két együttesre írt szerenád a kézirat tanúsága szerint Salzburgban keletkezett (az egyik együttes nagybőgő nélküli vonóskar, a másik gordonka nélküli vonósötös és üstdob) 1776 januárjában.
Egykorú rendeltetését nem ismerjük: Mozart éppúgy szánhatta újévi meglepetésnek nővére számára, mint kedves ajándékul a Lodron kisasszonyoknak.
A kettéosztott hangszeres együttes a barokk koncertálás gyakorlatát idézi fel, hangulatában mindvégig gondtalan játék és kedves humor nyilvánul meg. Az éji muzsikálás külső formáit is híven megjeleníti a nyitó Induló éppúgy, mint a záró rondó, ahol az elvonuló muzsikusok élethű ábrázolása kedvéért egy népszerű és a maga idején közismert bécsi utcai nóta hangjait is felidézi a zeneszerző.